# Närmare ständigt, tätt intill dig
Närmare ständigt, tätt intill dig är en psalm med text och musik skriven av Lelia Morris.

## Publicerad som
- Segertoner 1988 som nr 614 under rubriken "Efterföljd – helgelse".[1]